# Bersuit Vergarabat
I Bersuit Vergarabat sono un gruppo musicale rock argentino, formatosi a Buenos Aires nel 1987 con il nome di "Henry y la Palangana" (nome cambiato nell'attuale "Bersuit Vergarabat" nel maggio 1989).

## Formazione

### Formazione attuale
- Daniel Suárez (voce, cori)
- Germán "Cóndor" Sbarbati (voce, cori, charango)
- Juan Carlos Subirá (tastiere, fisarmonica, voce)
- Carlos Martín (batteria, percussioni)
- Rene Isel "Pepe" Céspedes (basso, voce)
- Alberto Verenzuela (chitarra, armonica)

### Ex componenti
- Gustavo Cordera (voce)
- Charly Bianco (chitarra, voce)
- Rubén Sadrinas (voce)
- Marcela Chediak (percussioni)
- Oscar Righi (chitarra)

## Discografia

### Album studio
- 1992 - Y punto
- 1993 - Asquerosa alegría
- 1996 - Don Leopardo
- 1998 - Libertinaje
- 2000 - Hijos del culo
- 2004 - La argentinidad al palo (Se es, lo que se es) (doppio)
- 2005 - Testosterona
- 2007 - ?
- 2012 - La Revuelta
- 2014 - El baile interior
- 2016 - La nube rosa

### Live
- 2002 - De la cabeza

### Raccolte
- 2006 - Bersuit (CD/DVD)